# Рукомет
Рукомет (енгл. handball) је екипни спорт са лоптом, у ком се такмиче две екипе са по 7 играча (6 играча у пољу + 1 голман) на свакој страни. Игра траје два пута по 30 минута, а циљ је дати више голова од противника. Лопта се између играча додаје рукама слично као у кошарци али са нешто мањом лоптом и уз другачија правила вођења лопте. Модерни рукомет се обично игра у затвореним дворанама, док на отвореном постоје варијанте у облицима великог рукомета и чешког рукомета (који су се чешће играли у прошлости), као и рукомета на песку. Амерички рукомет и Ирски рукомет су потпуно другачији спортови од рукомета.
Игра је веома брза и укључује контакт телом када одбрамбени играчи покушавају зауставити нападаче да приђу голу. Контакт је једино дозвољен када је одбрамбени играч потпуно испред нападача, тј. између нападача и гола. Било какав контакт са стране или отпозади се посебно сматрају опасним, и за то се добијају казне. Кад одбрамбени играч успешно заустави нападача, игра се зауставља и тим који напада наставља игру са места прекршаја или линије девет метара. За разлику од кошарке, где је играчима дозвољено да направе 5 фаулова у игри (6 у НБА), рукометашима је дозвољен неограничен број прекршаја, који ремете ритам нападачког тима и сматрају се добром одбраном. Рукомет је такође веома груб спорт. Голови се постижу веома често; обично обе екипе постигну минимално по 20 голова, а није неуобичајено да обе екипе постигну и више од 30 голова. Ово није био случај у ранијој историји игре, али је офанзивна игра побољшана од краја 1980-их, посебно коришћење контранапада после неуспелог напада другог тима, тако да је број голова порастао.
Савремени скуп правила су 1917. године објавили Карл Шеленц, Макс Хајзер и Ерих Конај, 29. октобра у Берлину, што се сматра датумом рођења овог спорта. Од тада су правила имала неколико ревизија. Прва званична рукометна утакмица одиграна је 1917. године у Немачкој. Карл Шеленц је изменио правила 1919. године. Прве међународне игре одигране су (по овим правилима) са мушкарцима 1925. године (између Немачке и Белгије) и са женама 1930. (између Немачке и Аустрије).
Рукомет за мушкарце се први пут играо на Олимпијади на Летњим олимпијским играма у Берлину 1936. на отвореном, а следећи пут на Летњим олимпијским играма 1972. у Минхену у затвореном простору; рукомет је од тада олимпијски спорт. Женски рукомет је додат на Летњим олимпијским играма 1976. Међународна рукометна федерација формирана је 1946. године и, према подацима из 2016. године има 197 савеза чланица.

## Из историје рукомета
У Чехословачкој се почетком XX века играла хазена, која је веома слична рукомету, а у Ирској, Северној Америци и Украјини играле су се игре сличне малом рукомету.
Године 1919. Карл Шеленц (Karl Shelenz), професор Више школе за физичко васпитање у Берлину, је увео рукомет на великом игралишту, а у Шведској се развијао, због климатских услова, мали рукомет у дворани. Велики се обично играо на фудбалском терену са 11 играча и са 2 резерве, а мали у дворанама или на отвореним теренима димензија (15-25 х 30-50 m) са 7 играча, а најмање са 4 играча у малим дворанама.
У Амстердаму је 1928. основана Међународна аматерска рукометна федерација - ИАХФ, a 1936. велики је рукомет први и једини пут уврштен у програм Олимпијских игара.
Године 1935. одиграна прва међународна утакмица у малом дворанском рукомету у Копенхагену.
Године 1938. одржана су у Немачкој светска првенства у великом и малом рукомету. Уместо ИАХФ (који је престао са радом 1939) у Копенхагену је 1946. основана Међународна рукометна федерација ИХФ.
На просторима бивше Југославије рукомет се појавио најпре у Вараждину и Загребу 1933. Прво рукометно игралиште направљено је у Загребу где се одиграла и прва утакмица средњошколаца Љубљане и Загреба (5:8). После Другог светског рата порасло је интересовање за рукомет па се у Београду 1949. оснива Рукометни савез Југославије, који постаје члан ИХФ-а 1950. Од 1953. играју се првенства Југославије у мушкој и женској конкуренцији, а Куп такмичења од 1955. Велики рукомет је на овим просторима престао да се игра 1958.
Године 1972. У Минхену дворански рукомет уврштен у програм Олимпијских игара, тако да се крајем осме деценије изгубило интересовање за велики рукомет

## Терен и опрема
Димензије рукометног терена су дужина 40 метара, а ширина 20 m. Терени су углавном у наткривеним просторима или дворанама, а подлога је традиционално био дрвени паркет, док се данас користе вештачки материјали од тврде гуме. Постоје и спољашњи терени, углавном од бетона или асфалта, али се они углавном не користе за такмичења највишег нивоа због опасности од падова и повреда играча. На терену се налазе линије које одређују поједине делове терена. На средини терена се налази линија која одваја терен на две половине. На супротним странама терена, и то на на краћим страницама, налази се по један гол, који је 2 m висок и 3 m широк. У голу је разапета мрежа. Испред сваког гола налази се полукружни простор, на просечној удаљености 6 m од гола, означен пуном линијом. Тај простор од 6 m на терену осим што је означен линијом често и обојен другом бојом, различитом од боје остатка терена. На 9 m од гола налази се испрекидана полукружна линија тзв. деветерца. Испред гола на удаљености 7 m налази се кратка равна линија која означава место извођења казненог ударца, тзв. седмерца.
Рукометна лопта је такве величине да је просечни играч може држати у једној руци прстима, са дланом према доле, иако наравно сме лопту држати и са обе руке. Стандардно се као материјал израде користи кожа, иако има и лопти од вештачких материјала.

## Основна правила рукомета
Циљ игре је лоптом погодити гол, тј. постићи погодак. Игра се по два полувремена од по 30 минута, и екипа која постигне више голова је победник. Играчи смеју рукама додиривати лопту и додавати се међусобно, као и шутирати према голу. Сваки играч сме направити до три корака држећи лопту у руци, док за сваки следећи корак мора лопту водити одбијајући је од пода, или је мора додати саиграчу, или шутнути на гол.
Сви играчи се слободно крећу по целом терену, осим у простору 6 m испред оба гола. У том простору сме стајати само по један члан одбрамбене екипе који се назива голман. Остали играчи смеју изнад простора од 6 m покушати ухватити или додати лопту само у скоку, дакле за време лета.
Две основне фазе игре за сваку екипу су фаза напада и фаза одбране. У фази напада играчи најчешће користе формацију с два бочна играча (лево и десно крило), три спољна играча (леви спољни, средњи спољни и десни спољни) те пивот или центар. У одбрани се користи неколико различитих варијанти, које означавају начин постављања тј формације одбрамбених играча испред свог простора од 6 m. Тако се на пример користе одбрана 6-0 (шест играча у равни испред црте од 6 m), затим 5-1 (пет играча у линији те један испред њих који покушава ометати организатора игре противничке екипе), затим 4-2 а ређе се користи и формација 3-2-1. Екипа у нападу ће зависно од формацији одбране покушати наћи начин да дођу што ближе голу у што повољнију позицију за шут на гол.
Одбрамбени играчи смеју до одређене мере ометати нападаче у покушају додавања лопте или шута на гол. Уколико при томе користе ударце или грубо повлачење противника један од двојице судија ће досудити прекршај. За изразито грубе прекршаје може се добити казна жутог или црвеног картона, искључења на две минуте или трајног искључења из игре. Код искључења на две минуте екипа нема право замене искљученог играча за време трајања казне. Прекршај се изводи с места гдје је направљен осим у два случаја:
- уколико је прекршај направљен у зони деветерца а притом није било изразите прилике за постизање гола, досуђује се тзв. деветерац, који се изводи с испрекидане линије деветерца са места најближег прекршају
- уколико је прекршај био у зони око 6 m и то у тренутку изразите шансе за постизање поготка (већ упућен шут или играчу који је слободан у изгледној позицији за шут на гол) досуђује се казнени ударац седмерац. Код извођења седмерца сви одбрамбени играчи морају стајати иза простора деветерца, а један нападач упућује директан ударац на гол с позиције седам метара.

Рукомет се данас игра у мушкој и женској конкуренцији, у различитим старосним групама. Рукомет је и стандардни олимпијски спорт. У програму је непрекидно од Олимпијских игара у Минхену 1972. године до данас.